# オーブリー・アダムス
オーブリー・アダムス（Aubrey Addams, 1987年5月25日 - ）は、アメリカ合衆国のポルノ女優。ニュージャージー州ウェストフィールド出身。

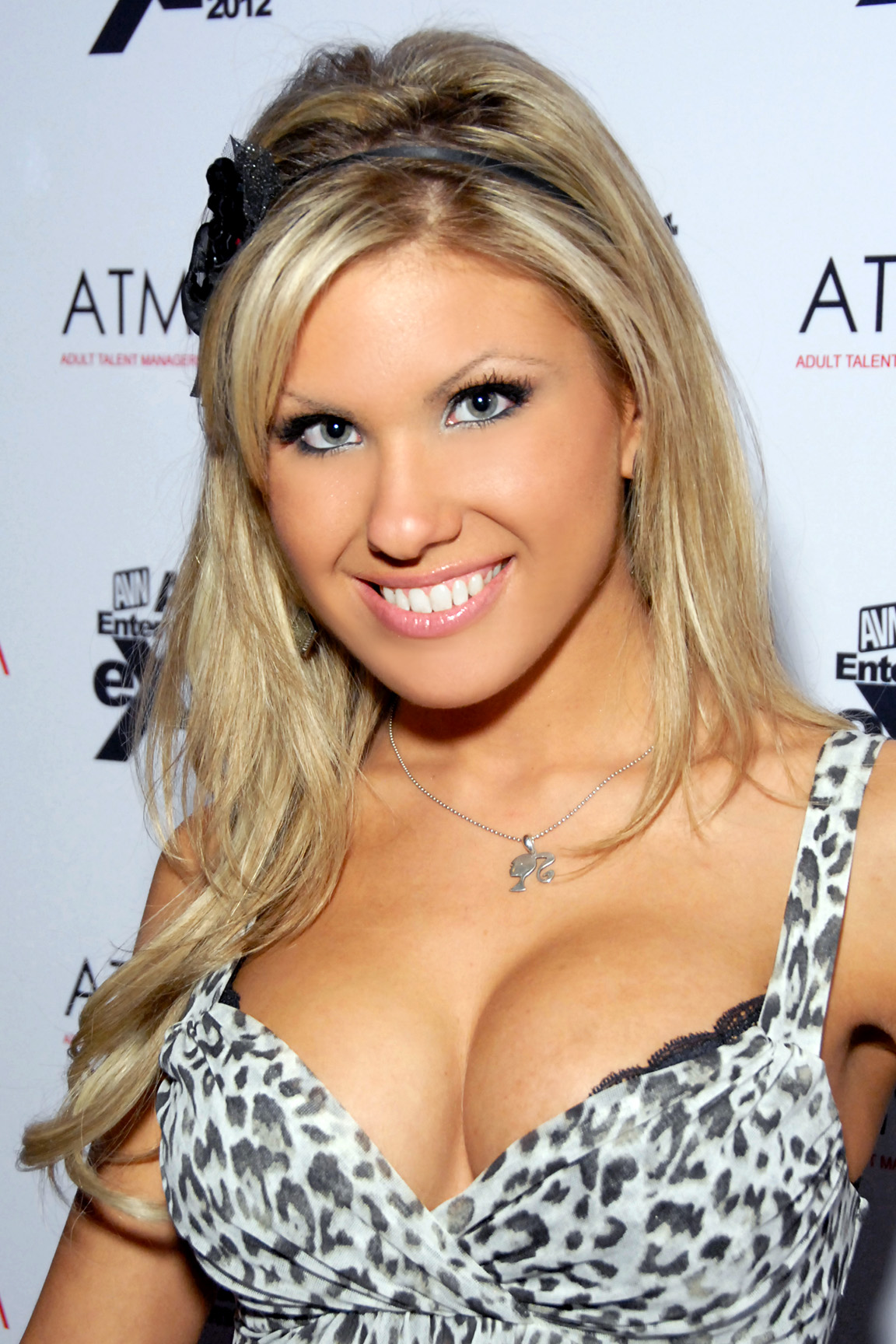
オーブリー・アダムス